# Burkhard Wilhelm Pfeiffer

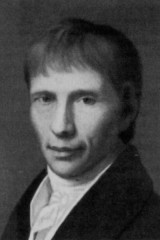
Burkhard Wilhelm Pfeiffer

Burkhard Wilhelm Pfeiffer (* 7. Mai 1777 in Kassel; † 4. Oktober 1852 ebenda) war ein deutscher Jurist und liberaler Politiker.
Pfeiffer war Sohn des reformierten Theologieprofessors und Konsistorialrates in Marburg Johann Jakob Pfeiffer und dessen Frau Luise Rebekka Rüppel. Er war seit 1801 verheiratet mit Louise Harnier. Franz Pfeiffer war ein Bruder.

## Leben
Pfeiffer studierte Rechtswissenschaft an der Universität Marburg und wurde dort 1798 promoviert. Er war seit 1805 zunächst Regierungsarchivar. Dann arbeitete er am Appellationsgerichtshof des Königreichs Westphalen. Seit 1813 wirkte er als Regierungsrat in Kassel. Er arbeitete von 1817 bis 1820 und von 1821 bis 1843 als Richter am kurhessischen Oberappellationsgericht in Kassel. 1820 wurde er kurzzeitig am Oberappellationsgericht Lübeck beschäftigt. In den Jahren 1830 bis 1832 war er zunächst Mitglied des konstituierenden Landtags und anschließend der ersten kurhessischen Ständeversammlung für die Bauern des Diemelstroms. Er war u. a. an den Entwürfen für die Kurhessische Verfassung von 1831 beteiligt. 1832/33 wurde er in der Phase des aufgelösten Landtags seit Juli 1832 zum Vorstand des bleibenden landständischen Ausschusses gewählt. Wegen seiner entschieden liberalen Haltung geriet er in einen heftigen Konflikt mit der Regierung unter Innen- und Justizminister Ludwig Hassenpflug.
Nach dem Titel seines mehrbändigen Hauptwerks trug er den Spitznamen „der praktische Pfeiffer“.

## Werke
- Praktische Ausführungen aus allen Theilen der Rechtswissenschaft. Mit Erkenntnissen des Oberappellationsgerichts zu Cassel, 8 Bde., Hannover 1825–1846.
- Einige Worte über den Entwurf einer Verfassungs-Urkunde für Kurhessen vom 7. October 1830, Cassel o. J. [1830].
- Darstellung der Lage der landständischen Geschäftsverhältnisse bei Auflösung der Ständeversammlung am 26. Juli 1832, Namens des permanenten landständischen Ausschusses entworfen von dessen Vorstande, o. O., o. J. [Kassel 1832].
- Geschichte der landständischen Verfassung in Kurhessen. Ein Beitrag zur Würdigung der neueren teutschen Verfassungen überhaupt. Aus authentischen Quellen mitgetheilt, Cassel 1834.
- Fingerzeige für alle deutschen Ständeversammlungen, Cassel 1849.